# YZ Кита
YZ Кита́ (лат. YZ Ceti) — звезда в созвездии Кита. Находится на расстоянии приблизительно 12 св. лет от Солнца.

## Характеристики
Это вспыхивающая звезда, красный карлик главной последовательности спектрального класса М4,5. Масса звезды составляет лишь 8,5 % массы Солнца. Хоть YZ Кита находится довольно близко к нашей Солнечной системе, но она не видна невооружённым глазом.

## Планетная система
В системе YZ Cet (GJ 54.1, HIP 5643) с помощью спектрографа HARPS на 3,6-метровом телескопе в обсерватории Ла-Силья в Чили обнаружено 3 планеты с околоземной массой. Перепроверка имеющихся лучевых скоростей с HARPS, подтверждает существование планет на орбитах с периодами 1,97 и 4,66 суток, однако орбитальный период средней планеты, YZ Ceti c, с большой вероятностью был определён неправильно, и её истинный период в 4 раза короче, и вместо 3,06 суток он составляет примерно 0,752 суток (или около 18 часов).
В результате минимальные массы планет также претерпели изменения. Теперь их значения таковы: 0,58 ± 0,11, 0,65 ± 0,15 и 1,21 ± 0,2 M⊕ для планет c, b и d (то есть от внутренней к внешней соответственно).

## Ближайшее окружение звезды
Ближайшим соседом YZ Кита является звёздная система Тау Кита — их разделяет всего лишь 0,72 световых года. До звезды Лейтен 726-8 — 3,6 св. года.